# Personaggi de La leggenda di Korra
Questa voce contiene un elenco dei personaggi della serie animata statunitense La leggenda di Korra.

## Cast
- Legenda:      Personaggio principale;      Personaggio ricorrente;      Cameo;      Non appare.

| Personaggio | Doppiatore        | Stagioni          | Stagioni               | Stagioni                 | Stagioni                 |
| Personaggio | Doppiatore        | Libro primo: Aria | Libro secondo: Spiriti | Libro terzo: Cambiamento | Libro quarto: Equilibrio |
| ----------- | ----------------- | ----------------- | ---------------------- | ------------------------ | ------------------------ |
| Korra       | Janet Varney      |                   |                        |                          |                          |
| Mako        | David Faustino    |                   |                        |                          |                          |
| Bolin       | P. J. Byrne       |                   |                        |                          |                          |
| Asami Sato  | Seychelle Gabriel |                   |                        |                          |                          |
| Tenzin      | J. K. Simmons     |                   |                        |                          |                          |
| Lin Beifong | Mindy Sterling    |                   |                        |                          |                          |
| Jinora      | Kiernan Shipka    |                   |                        |                          |                          |

## Personaggi principali

### Korra
Korra (stagioni 1-4), voce originale di Janet Varney e Cora baker (da bambina), italiana di Domitilla D'Amico.
Protagonista della serie. È la nuova e attuale reincarnazione dell'Avatar. L'esatto opposto di Aang, Korra è impulsiva e attaccabrighe. Le sue abilità di dominatrice sono fuori dal comune: a quattro anni si è dimostrata in grado di dominare istintivamente acqua, terra, e fuoco; segue quindi Tenzin a Città della Repubblica per apprendere le tecniche del dominio dell'aria. Padroneggia perfettamente la componente "fisica" di tutti i domini che ha imparato, ma non riesce ad afferrare la componente spirituale e ciò l'ha fortemente ostacolata nel suo percorso per imparare il dominio dell'aria. A Città della Repubblica partecipa al torneo di Dominio sportivo unendosi alla squadra formata da Bolin e Mako in qualità di dominatrice dell'acqua. Dopo aver fermato la rivoluzione dei Paritari guidata da Amon, nella seconda stagione, Korra deve fare i conti con la Convergenza armonica, l'evento avvenuto diecimila anni prima che ha dato inizio al ciclo degli Avatar, per cui dovrà imparare ad entrare nel mondo degli spiriti attraverso la meditazione, cosa per lei molto ardua. Durante la Convergenza armonica, si scontra con suo zio Unalaq, il quale si è fuso con lo spirito Vaatu per creare un Avatar oscuro. All'inizio dell'ultima stagione soffre di disturbo da stress post-traumatico, a causa dell'avvelenamento da mercurio subito al termine di un duro scontro con il leader del Loto Rosso Zaheer nella terza stagione. Dopo essersi riabilitata e riconnessa con lo spirito dell'Avatar, ferma la dittatrice militare Kuvira dal suo attacco a Città della Repubblica. Il design di Korra fu una collaborazione tra Konietzko, il co-produttore esecutivo Joaquim Dos Santos e il supervisore del Ki-Hyun Ryu. Korra di quattro anni è stata progettata da Ryu. Per l'aspetto e l'attitudine di Korra, i designer hanno preso spunto dall'artista di arti marziali miste Gina Carano e da snowboarder femminili competitivi.

### Mako
Mako (stagioni 1-4), voce originale di David Faustino, italiana di Daniele Raffaeli.
Un orfano amico di Korra conosciuto a Città della Repubblica durante gli incontri di Dominio sportivo, è un dominatore del fuoco. Dopo la morte dei loro genitori, si è sempre preso cura del fratello minore Bolin, cosa che lo ha reso molto responsabile ma anche molto severo e chiuso in sé stesso. Inizialmente legato sentimentalmente ad Asami, si unisce a Korra nella lotta contro Amon, capendo poi di essere innamorato di lei e mettendosi insieme per poi lasciarsi nella seconda stagione. Nella terza stagione aiuta l'Avatar nella ricerca dei nuovi dominatori dell'aria e nel contempo ritrova assieme al fratello la parte della sua famiglia rimasta a Ba Sing Se. Nella quarta stagione è la guardia del corpo del principe Wu. 

### Bolin
Bolin (stagioni 1-4), voce originale di P. J. Byrne, italiana di Gabriele Patriarca.
Fratello minore di Mako e come lui lottatore di Dominio sportivo, è un dominatore della terra. Non si separa mai dal suo fido amico Pabu, un furetto del fuoco (che è un ibrido tra un panda rosso e un furetto). A differenza di Mako, Bolin è un ragazzo vivace e burlone che a volte commette qualche leggerezza di troppo. Anche lui combatte contro Amon al fianco di Korra, purtroppo innamorandosi di quest'ultima non ricambiato. Nella seconda stagione diventa un noto attore nei moventi di Varrick, interpretando l'eroe Nuktuk. Nella terza stagione Bolin scopre di poter dominare la lava, una rara tecnica di dominio della terra. Nella quarta stagione, ambientata tre anni dopo la terza, è uno dei principali collaboratori di Kuvira ma la abbandona dopo essersi reso conto della natura dittatoriale dei suoi piani.

### Asami Sato
Asami Sato (stagioni 1-4), voce originale di Seychelle Gabriel, italiana di Valentina Mari.
Figlia del più potente industriale di Città della Repubblica, Hiroshi Sato, non è una dominatrice ma si avvale della tecnologia del padre e di una grande abilità nel combattimento per sconfiggere i nemici dell'Avatar. Ha una relazione con Mako per poi lasciarsi nella seconda stagione . E convince il padre a sponsorizzare la squadra di Dominio Sportivo formata da lui , Bolin e Korra. Ragazza molto dolce e gentile, a differenza del padre non prova nessun rancore verso i dominatori. Dopo la morte della madre, è stata allenata fin da piccola in varie forme di combattimento e questo, unito alle sue abilità di pilota e meccanico, alla sua elevata intelligenza e alle sue eccezionali risorse economiche, l'hanno resa un membro indispensabile della nuova squadra dell'Avatar.

### Tenzin
Tenzin (stagioni 1-4), voce originale di J. K. Simmons, italiana di Roberto Draghetti.
Figlio terzogenito di Aang e Katara, insegna a Korra il dominio dell'aria. Vive a Città della Repubblica sull'isola del Tempio dell'Aria con la sua famiglia. È uno dei consiglieri di Città della Repubblica. A differenza dei fratelli Bumi e Kya, è di temperamento piuttosto serio e mantiene sempre un eccessivo controllo di sé stesso perdendolo in rarissime occasioni. A causa di questa differenza così marcata con il carattere di Korra, inizialmente avrà dei problemi a relazionarsi con lei. Ha un complesso di inferiorità poiché, dopo la dipartita del padre, Tenzin è rimasto l'unico Maestro del dominio dell'aria e sente gravare su di lui la responsabilità di mantenere vivo quest'arte. Tenzin supererà questo ostacolo nella seconda stagione raggiunto dallo spirito del padre, capendo grazie a lui che deve diventare chi lui è e uscire dall'ombra di Aang.

### Lin Beifong
Lin Beifong (stagioni 1-4), voce originale di Mindy Sterling, italiana di Isabella Pasanisi (st. 1-4) e Emilia Costa (ep. 3x6)
Figlia di Toph Beifong, sorella maggiore di Suyin, e capo della polizia di Città della Repubblica. Estremamente severa e ligia al dovere, in rari casi mostra il suo lato tenero, soprattutto in presenza di Tenzin, col quale ebbe una storia in passato e che lei non ha ancora superato. Adesso sembra aver sviluppato un ottimo rapporto anche con la nipote Opal, con la cui madre, Suyin, aveva un pessimo rapporto per via di litigi giovanili. Come la madre Toph, oltre al dominio della terra, esercita specialmente quello del metallo; inoltre ha affinato anche lei il senso sismico e sa quindi percepire cosa le accade intorno dalle vibrazioni che le arrivano dal terreno.

### Jinora
Jinora (stagioni 1-4), voce originale di Kiernan Shipka, italiana di Giulia Tarquini.
Figlia primogenita di Tenzin e Pema, è una dominatrice dell'aria. È la più posata e studiosa. Dalla seconda stagione dimostra di avere una grande affinità con gli spiriti, a differenza del padre. Nella terza si dimostra in grado di viaggiare con lo spirito mantenendo il corpo in stasi mediante una tecnica avanzata di meditazione dei Nomadi dell'Aria, separando il suo corpo fisico dalla sua proiezione astrale: proprio questa sua incredibile affinità col mondo spirituale ha concesso a Jinora, dopo la sconfitta di Zaheer, di diventare una maestra del dominio dell'aria all'età di soli 11 anni. Così facendo, Jinora è diventata il più giovane dominatore dell'aria ad ottenere il grado di maestro (primato che prima di lei spettava a suo nonno Aang, il quale lo divenne a dodici anni).

## Personaggi secondari

### Avatar
- Aang (stagioni 1-2, 4), voce originale di D. B. Sweeney, italiana di Massimiliano Plinio e Valerio Sacco (2x07).
Era l'Avatar precedente a Korra, deceduto ormai da anni. Dopo aver messo fine alla guerra dei cento anni, insieme al Signore del Fuoco Zuko, creò la Repubblica delle Nazioni Unite. Ha sposato Katara, dalla quale ha avuto tre figli: Bumi, Kya e il figlio più giovane Tenzin, maestro di Korra che ha restaurato i Nomadi dell'Aria. Come Roku prima di lui, Aang appare diverse volte all'Avatar Korra prima che la loro connessione venga interrotta e una volta a Tenzin mentre questo si trovava nel mondo degli spiriti.
- Roku (stagioni 1-2, 4), voce originale di James Garrett, italiana di Luca Dal Fabbro.
 Era l'Avatar precedente ad Aang, proveniente dalla Nazione del Fuoco. Appare, insieme ad Aang, Kuruk, Yangchen, Kyoshi e tutti gli Avatar precedenti a Korra per ripristinarle i domini che aveva perso a causa di Amon. È anche apparso subito dopo Aang quando Korra ha sofferto di amnesia, dicendole che, per recuperare la sua identità, aveva bisogno di riconnettersi con il suo spirito Avatar.
- Kyoshi (stagioni 1-2, 4), voce originale di Jennifer Hale.
Era la Avatar precedente a Roku, proveniente dal Regno della Terra. Insieme a molti altri Avatar passati, ripristinò i domini a Korra dopo che Amon glieli aveva sottratti. Dopo che Korra perse la memoria, Kyoshi comparve davanti a lei e informò la giovane Avatar che se non si fosse ricollegata con il suo spirito Avatar, l'oscurità avrebbe inghiottito il mondo e sarebbe morta, ponendo fine all'era dell'Avatar. Come si scopre nel fumetto Turf Wars, l'Avatar Kyoshi era bisessuale.
- Kuruk (stagioni 1-2, 4), voce originale di Jim Meskimen.
Era l'Avatar precedente a Kyoshi, proveniente dalla Tribù dell'Acqua del Nord. Kuruk era accanto a tutti gli altri Avatar quando Aang restituì a Korra i suoi domini perduti. Dopo che Korra perse la memoria, Kuruk le disse che sarebbe dovuta tornare all'inizio per trovare Raava e riconnettersi con il suo spirito Avatar.
- Yangchen (stagioni 1-2, 4): era l'Avatar precedente a Kuruk, proveniente dal Tempio dell'Aria dell'Ovest. Yangchen era tra tutti gli altri Avatar quando Aang ridiede tutti i domini a Korra, dopo che Amon glieli aveva sottratti.
- Wan (stagione 2), voce originale di Steven Yeun, italiana di Manuel Meli.
È stato il primo Avatar, avendo vissuto 10.000 anni prima del tempo di Korra. Dopo aver ottenuto il potere del fuoco dalla Tartaruga-leone della sua città per raccogliere cibo, abbandona invece la squadra di caccia e, con altre persone, rapina Chu il Vecchio. Tutti riescono a scappare ma Wan viene catturato. Chu bandisce Wan nella foresta degli spiriti, però la Tartaruga-leone consente a Wan di mantenere il potere del fuoco. Wan ha imparato a vivere tra gli spiriti e li ha protetti dagli umani ostili. Dopo essere stato ingannato per liberare lo spirito oscuro Vaatu, Wan ha accompagnato lo spirito della luce Raava per rintracciare e sconfiggere Vaatu. Lungo la strada, Wan ha acquisito la capacità di dominare gli altri tre elementi di aria, acqua e terra, diventando infine il primo Avatar dopo essersi unito a Raava durante la Convergenza Armonica.

### Repubblica delle Nazioni Unite
- Raiko (stagioni 2-4), voce originale di Spencer Garrett.
Dopo la guerra civile contro i paritari di Amon, il consiglio dei cinque consiglieri viene sciolto e viene instaurata in sua vece la repubblica presidenziale, della quale Raiko è il primo presidente della storia.[7][8] Raiko è un uomo di mezza età che si comporta da politico navigato, ed è concentrato soltanto a perseguire l'interesse dei suoi elettori. A causa delle sue decisioni politiche, dettate troppo spesso dal tornaconto personale o dalla mancanza di lungimiranza, Raiko entra spesso in contrasto con Korra, verso cui non esita a scaricare la colpa nel momento in cui Città della Repubblica soffre le conseguenze della Convergenza Armonica e dell'apertura del nuovo portale per il mondo degli spiriti, nonostante in realtà Raiko sia anche più responsabile di lei di tali situazioni. Nel fumetto Turf Wars perde le elezioni presidenziali, venendo sostituito da Zhu-Li Moon.
- Iroh II (stagioni 1-2, 4), voce originale di Dante Basco, italiana di Marco Vivio (st. 1-2) e Alessio De Filippis (ep. 2x14).
Nipote di Zuko e figlio del Signore del Fuoco Izumi, è il generale in comando della flotta delle Nazioni Unite; riesce a risollevare le sorti della lotta contro Amon, nonostante avesse perso la propria flotta. Alto e atletico, è un dominatore del fuoco capace di generare fulmini.
- Iknik Blackstone Varrick (stagioni 2-4), voce originale di John Michael Higgins, italiana di Nanni Baldini.
Autentico scienziato pazzo, originario della Tribù dell'Acqua del Sud, è un multimilionario non dominatore. Nato in condizioni umili, è diventato ricchissimo, vive nel lusso più assurdo e cerca sempre nuovi modi per espandere il suo impero[9]: animali esotici, bizzarri costumi, tecnologie sperimentali, cortigiani annuenti, sono all'ordine del giorno ovunque vada. Possiede pescherecci, navi militari, aerei, ostentando il suo stile di vita stravagante,[10] a spese della sua assistente, Zhu-Li.[10] È stato introdotto come personaggio comico, come simbolo della prosperità della Tribù dell'Acqua.[11] Non è veramente un cattivo, ma comunque assai nefasto, in quanto nella conduzione dei suoi affari è del tutto spregiudicato, e pensa soltanto al suo successo. Ha ideato una guerra civile tra le Tribù dell'Acqua del Nord e del Sud, ma il suo tentativo di portare la Repubblica Unita in guerra ha portato al suo arresto.[12] Varrick riuscì a fuggire dalla prigione durante l'attacco di Unalaq a Città della Repubblica alla fine della seconda stagione.[13] Nell'episodio Il clan del metallo della terza stagione, si stabilisce a Zaofu come capo della divisione tecnologica della città.[14] Nella quarta stagione, Varrick si unì a Kuvira nella sua crociata per riunificare il Regno della Terra. Rifiutandosi di costruire un'arma ad energia spirituale per lei,[15] Varrick alla fine abbandonò il suo esercito e aiutò il team Avatar a impedirle di conquistare Città della Repubblica. Al termine della stagione Varrick inizia ad ammettere di provare qualcosa per la sua assistente Zhu-Li, sposandosi con lei al termine della quarta stagione.[16] Una gag ricorrente lo vede dare ordini molto generici a Zhu Li (spesso nella formula "Zhu Li, fai quella cosa!"), che esegue senza alcuna esitazione, o ad altri, che invece risultano spesso confusi (come Bolin).
- Zhu-Li Moon (stagioni 2-4), voce originale di Stephanie Sheh, italiana di Emilia Costa (st. 2).
Inseparabile segretaria di Varrick, lo segue ovunque e gestisce i suoi impegni che Varrick, essendo disorganizzatissimo, non potrebbe gestire. Fa il suo lavoro con solerzia e rigore, ricevendo dal principale un atteggiamento piuttosto ingrato e menefreghista. Varrick ha dimostrato di tenere a lei, ma è ignoto se sia davvero per affetto o più per dipendenza; fatto che verrà chiarito con il loro matrimonio finale. Molte volte nel corso della serie, le difficoltà causatele dal principale la rendono una figura comica. Inizialmente personaggio minore, Zhu-Li ha un ruolo più importante nella quarta stagione quando sembra che tradisca Varrick per andare lavorare per Kuvira, anche se in seguito si rivelerà uno stratagemma per sabotare la sua arma spirituale.[17] Nell'episodio Lo stratagemma di Kuvira, Zhu-Li alla fine si difende e chiede di essere trattata alla pari da Varrick, dopo anni in cui non si è sentita apprezzata.[18] Alla fine della quarta stagione, lei e Varrick si sposeranno.[16] Durante il fimetto Turf Wars, di fronte all'incapacità del presidente Raiko di gestire la crisi provocata dall'apertura del portale di Città della Repubblica, si propone come nuova presidentessa alle elezioni, sconfiggendo il rivale e diventando presidentessa della Repubblica delle Nazioni Unite.
- Yakone (stagione 1), voce originale di Clancy Brown, italiana di Mario Bombardieri.
Era un potente signore del crimine che ha minacciato Città della Repubblica per molti anni. Dopo che l'Avatar Aang gli tolse il dominio del sangue, lasciò la città e si trasferì nella Tribù dell'Acqua del Nord. Qui si sposò e divenne padre di Noatak e di Tarrlok, ai quali insegnò a dominare il sangue nella speranza che alla fine potessero vendicarlo. Dopo aver costretto i figli a combattere a vicenda, Noatak si scagliò contro il padre e fuggì. Da quel momento smise di addestrare il figlio più piccolo, Tarrlok, e morì poco tempo dopo.
- Tarrlok (stagione 1), voce originale di Dee Bradley Baker, italiana di Massimo Bitossi.
Consigliere di Città della Repubblica come rappresentante della Tribù dell'Acqua del Nord (il consiglio è composto da un membro per ciascuna nazione), che cerca di costringere Korra a combattere al suo fianco nella lotta repressiva contro Amon e i Paritari. È un dominatore dell'acqua e, segretamente, sa dominare il sangue senza luna piena.
- Tahno (stagione 1, 4), voce originale di Rami Malek, italiana Andrea Lavagnino.
È un antagonista minore nella prima stagione. È un dominatore dell'acqua e capitano dei Pipistrelli-lupo, il team rivale del Dominio sportivo dei Furetti di fuoco, squadra di Korra, Mako e Bolin. Tahno è uno spietato dominatore sportivo, il cui dominio verrà successivamente rimosso da Amon. Fa un cameo nel finale della serie, al matrimonio di Varrick e Zhu-Li.[19] Il personaggio di Tahno è stato in gran parte ispirato al kickboxer giapponese Kizaemon Saiga, noto per le sue buffonate "ridicolmente sopra le righe".[20]
- Lau Gan-Lan (stagione 1), voce originale di James Sie.
Figlio del venditore di cavoli, personaggio ricorrente de La leggenda di Aang, è riuscito a fondare una azienda industriale che produce manufatti per il trasporto, la Cavolo Corporation.[N 1] Di fronte all'azienda, compare un monumento dedicato al venditore di cavoli.[N 2]
- Pabu (stagioni 1-4), voce originale di Dee Bradley Baker.
È un furetto di fuoco che Bolin ha salvato da un negozio di animali del posto.[21] La storia di come Mako e Bolin arrivano ad adottare Pabu è inclusa nella serie in tre parti di Republic City Hustle di Nickelodeon.[22] Nonostante sia stato quasi mangiato da Naga la prima volta che si sono visti, i fanno amicizia rapidamente e sono spesso visti assieme.
- Shiro Shinobi (stagioni 1-2, 4), voce originale di Jeff Bennett, italiana di Teo Bellia.
È il presentatore del Dominio sportivo nell'arena di Città della Repubblica. Fa anche i commenti fuori campo per i brevi riassunti durante la sequenza di apertura di ciascun episodio.[23]

### Paritari
- Amon (stagioni 1-4), voce originale di Steven Blum, italiana di Pasquale Anselmo.
Nato con il nome di Noatak,[24] è l'antagonista principale della prima stagione e capo dei Paritari, una setta rivoluzionaria di non-dominatori che intende stabilire con la forza una specie di parità fra persone capaci di dominare, a loro dire degli oppressori, e chi non ne è capace. Amon indossa sempre una maschera per nascondere il viso, sfigurato, secondo quanto dice, da un dominatore del fuoco.[25] Alla fine della prima stagione, quando la conquista completa di Città della Repubblica da parte dei Paritari divenne imminente, la vera identità di Amon fu esposta al pubblico da Korra.[26] In realtà era un dominatore del sangue della Tribù dell'Acqua del Nord, uno stile di dominio illegale e molto temuto, nonché figlio del boss criminale Yakone, il cui dominio era stato rimosso dall'Avatar Aang. Amon e suo fratello, l'ex consigliere Tarrlok, furono costretti dal loro crudele e perfezionista padre a diventare padroni del dominio del sangue e furono modellati per diventare uno strumento nel piano principale di Yakone per vendicarsi contro l'Avatar.[24][27] Tarrlok descrisse Amon come ossessionato dall'equità per tutta la sua vita, aiutando quelli ritenuti inferiori da bambino, ma facendosi più freddo man mano che cresceva.[24] Sebbene sia riuscito a rimuovere il dominio di Korra (che le è stato successivamente restituito da Aang), Amon ha dovuto lasciare Città della Repubblica con suo fratello dopo che il suo passato è stato svelato. Mentre fuggivano, Tarrlok, in preda al rimorso, usò un guanto elettrico dei Paritari per far saltare il serbatoio del carburante della barca di Amon, uccidendo entrambi.[26]
- Hiroshi Sato (stagioni 1, 4), voce originale di Daniel Dae Kim, italiana di Fabrizio Temperini (st. 1).
Padre di Asami, è il più potente industriale di Città della Repubblica, l'inventore della satomobile (vale a dire l'automobile),[28][29] descritto come un uomo d'affari con una grande personalità.[1] Si dimostra contento della presenza di Mako vicino alla figlia, e ben disposto anche a finanziare la squadra di Dominio sportivo dei Furetti di fuoco ma in realtà aveva aiutato e appoggiato Amon fornendogli i macchinari per combattere i dominatori; il rancore verso i dominatori era dovuto al fatto che sua moglie era stato uccisa da un dominatore del fuoco. Quando Amon viene sconfitto Hiroshi viene arrestato, e nonostante tenti di riallacciare i rapporti con sua figlia Asamini questa inizialmente non vuole avere a che fare con lui, restituendogli le lettere che le ha mandato e intimandogli di non scriverle più. Ma quando Kuvira ha minacciato Città della Repubblica, Hiroshi viene temporaneamente rilasciato dalla prigione da Lin Beifong per aiutare a far volare il prototipo del mecha colibrì. Come segno di ammenda per le sue azioni passate sacrifica la sua vita per dare al team Avatar l'opportunità di abbattere il mecha e il suo cannone a energia spirituale, creando un punto di accesso nell'armatura del colosso.[16][30]
- Tenente (stagioni 1-2, 4), voce originale di Lance Henriksen.
È un non-dominatore e secondo in comando di Amon. È un combattente disciplinato che aumenta le sue incredibili abilità con due bastoni di kali elettrificati.[1] Indossa uno zaino sulla schiena che funge da batteria per caricare i suoi bastoni kali.[3] Al termine della prima stagione si rivolta contro Amon, dopo aver scoperto la sua vera identità come dominatore del sangue.[26] Il progetto finale del Luogotenente fu fatto da Dos Santos e fu ispirato dalla cultura steampunk.[3]

### Regno della Terra
- Hou-Ting (stagione 3), voce originale di Jayne Taini, italiana di Stefania Romagnoli.
Figlia di Kuei e nuova Regina della Terra. Sovrana dispotica ed egocentrica, convinta che il proprio status di regina la renda al di sopra di ogni cosa, soprattutto nel Regno della Terra. Ha un atteggiamento odioso ed impone tasse che poi utilizza per scopi egoistici. Inoltre non si fa scrupoli a rapire i sudditi di Ba Sing Se diventati dominatori dell'aria per trasformarli in soldati per un esercito personale. Una volta che questi ultimi scappano grazie all'intervento di Korra, dichiara quest'ultima ricercata nel Regno, ma prima che questa venga davvero catturata il Loto Rosso raggiunge Hou-Ting e la uccide. Ha una terribile allergia al pelo animale e per questo Bolin in sua presenza è costretto a nascondere Pabu nella maglietta.
- Wu (stagione 4), voce originale di Sunil Malhotra, italiana di Simone Marzola.
Giovane aristocratico, nipote della scomparsa Regina della Terra. Pensa solo a divertirsi ed a fare vita mondana; non sa nulla di come amministrare uno stato, ma la cosa non lo preoccupa perché convinto di fare affidamento sui propri ministri. Si stabilisce a Città della Repubblica mentre la riunificazione e pacificazione del Regno della Terra viene portata a compimento da Kuvira; gli viene affidato Mako come guardia del corpo, che per lavoro è costretto a sorbirsi le idee strambe del suo protetto pur non condividendole. Nel corso della stagione matura ed alla fine decide di fare abolire la monarchia del Regno della Terra a favore di tanti stati indipendenti, con governi democraticamente eletti.
- Toph Beifong (stagioni 1, 3-4), voce originale di Kate Higgins (st. 1 e 3) e Philece Sampler (st. 4).
Maestra di Aang nel dominio della terra e inventrice del dominio del metallo; in tutto il mondo forse la più potente fra i dominatori della terra. Nella serie, alcuni flashback rivelano che Toph è stato il primo capo dominatore del metallo del dipartimento di polizia di Città della Repubblica. Divenne una madre single di due figlie avute da due uomini diversi: Lin, che alla fine divenne come sua madre capo della polizia, e Suyin, che fondò una città di dominatori del metallo nota come Zaofu. Dopo aver lasciato la città, si trasferisce a vivere in una palude, dove allena Korra. Nonostante l'età, Toph è ancora arzilla e mantiene il suo atteggiamento rude, spensierato e irriverente.
- Tuyen (stagione 4): ragazza incontrata da Meelo in un villaggio nei pressi della Foresta degli Spiriti del Regno della Terra. Meelo si infatua di lei e probabilmente Tuyen ricambia.

### Nazione del Fuoco
- Izumi (stagione 4), voce originale di April Stewart.
Figlia di Zuko e attuale Signora del Fuoco, di atteggiamento molto severo. Durante la quarta stagione decide di non mandare le truppe del suo paese in battaglia a fianco di Città della Repubblica per evitare una delle tante guerre inutili combattute dalla Nazione del Fuoco.
- Zuko (stagioni 3-4), voce originale di Bruce Davison, italiana di Enrico Di Troia.
L'anziano Signore del Fuoco che, dopo sessantasette anni di regno, ha ormai ceduto lo scettro alla figlia ed è ora conosciuto semplicemente come Lord Zuko. Sotto il suo regno i draghi sono tornati, e usualmente si sposta in groppa ad uno di essi chiamato Druk, diretto discendente di Ran e Shaw, gli antichi maestri dei draghi.[31] È uno dei capi del nuovo Loto Bianco. Si occupa di organizzare la sicurezza dell'Avatar e di custodire pericolosi criminali, a cui dà la caccia allorché evadano. Assieme ad Aang è uno dei fondatori di Città della Repubblica, infatti nella piazza della stazione è presente una sua statua che genera una fiamma dalla mano destra. Ora ultraottantenne, e novantenne nell'ultima stagione, pur avendo perso molta dell'agilità che aveva un tempo è ancora un dominatore del fuoco molto potente.

### Tribù dell'Acqua
- Tonraq (stagioni 1-4), voce originale di Carlos Alazraqui (st. 1) e James Remar (st. 2-4), italiana di Paolo Marchese (st. 1-3) e Guido Di Naccio (st. 4). 
Padre di Korra, in gioventù era a capo della sicurezza presso la Tribù dell'Acqua del Nord, ma per catturare dei banditi fu costretto a danneggiare un luogo sacro agli spiriti, che si vendicarono sulla città. A seguito di tali fatti fu espulso e trovò riparo presso la Tribù del Sud, ove col tempo divenne capo. È alto e possente, ed è un potente dominatore dell'acqua. Se il terreno è sfavorevole, si porta due borracce a tracolla e combatte principalmente trasformando l'acqua in due fruste. Dopo la morte di Unalaq nel finale della seconda stagione, il Sud ha ottenuto l'indipendenza dal Nord e il Consiglio degli Anziani ha ufficialmente nominato Tonraq come capo della Tribù dell'Acqua del Sud.[32]
- Senna (stagioni 1-4): madre di Korra, sempre pronta a sostenere la figlia.
- Unalaq (stagione 2), voce originale di Adrian LaTourelle, italiana di Guido Di Naccio.
Capo della Tribù dell'Acqua del Nord, antagonista della seconda stagione e padre di Eska e Desna. Alto e magro, la sua ambizione è insaziabile; è un dominatore dell'acqua e conosce tecniche di pacificazione degli spiriti, tanto che si assunse il compito di ripristinare la connessione perduta tra la Tribù dell'Acqua del Sud e il mondo degli spiriti.[33] Si scoprirà essere il vero colpevole della serie di eventi che hanno portato all'esilio di suo fratello Tonraq, ed è un ex alleato del Loto Rosso che scampò alla cattura quando l'organizzazione fu scoperta ma non venne mai collegato ad essa. Il suo obiettivo è quello di fondersi con Vaatu e creare un nuovo Avatar oscuro. Viene sconfitto e purificato da Korra, tramutandosi in energia.
- Kya (stagioni 2-4), voce originale di Lisa Edelstein, italiana di Laura Lenghi.
Figlia secondogenita dell'Avatar Aang e di Katara, sorella di Tenzin e di Bumi; come sua madre è un'abile dominatrice dell'acqua ed una buona guaritrice. Il suo nome ricalca quello della nonna, la madre di Katara e Sokka. Ha un carattere solitamente gentile e premuroso, va molto d'accordo con i piccoli nipoti. Si scontra con Zaheer riuscendo quasi a sconfiggerlo, ma perde contro Ming-Hua. Nella saga dei fumetti, aiuta Korra e Asami a gestire le emozioni data dalla natura della loro coppia, confessando alle due di essere stata anche lei in relazioni con altre donne.
- Eska e Desna (stagioni 2-4), voce originale di Aubrey Plaza (Eska) e Aaron Himelstein (Desna), italiana di Joy Saltarelli (Eska) e Alessio De Filippis (Desna).
Figli gemelli androgini[34] di Unalaq, Eska è femmina e Desna maschio; a distinguerli solo un velo di trucco ed alcuni accessori fra i capelli di Eska. Sono molto affiatati ed indossano sempre vesti larghe, coprenti e lugubri. Si dicono insoddisfatti di tutto e sempre annoiati.[35] Sono potenti dominatori dell'acqua, soprattutto se agiscono insieme. Per un po' Eska ha costretto Bolin a essere il suo fidanzato anche se il ragazzo è finito per innamorarsene; successivamente, al vederlo lavorare per Kuvira, le fa i suoi complimenti per essersi scelto una padrona veramente spaventosa. Dopo la morte del padre, diventano i nuovi capi della Tribù dell'Acqua del Nord.[36]
- Katara (stagioni 1-2, 4), voce originale di Eva Marie Saint.
Moglie dell'Avatar Aang e madre di Bumi, Kya e Tenzin; è una dominatrice dell'acqua maestra di Korra, dominatrice del sangue e guaritrice fra le migliori al mondo. Dopo lo scontro tra Korra e Zaheer, Katara aiuterà l'Avatar nella riabilitazione per ritrovare la giusta condizione fisica. Non partecipa in modo attivo alle vicende belliche della serie in quanto, secondo la stessa Toph, troppo anziana per combattere.
- Sokka (stagione 1), voce originale di Chris Hardwick.
Fratello di Katara e cognato dell'Avatar Aang, è ormai deceduto da tempo come affermato dalla sorella. Appare in alcuni flashback a Korra in una sua visione dal passato, ove esercitava il ruolo di consigliere a Città della Repubblica. In quell'occasione giudicò colpevole un noto criminale accusato di dominare il sangue senza luna piena. Nella terza stagione, viene rivelato da Tenzin che Sokka, insieme a Zuko, Tonraq e lo stesso Tenzin, cercò di impedire il tentativo di rapimento di Korra da bambina da parte del Loto Rosso.
- Naga (stagioni 1-4), voce originale di Dee Bradley Baker.
È una femmina di cane polare appartenente all'Avatar Korra come fedele compagna e principale mezzo di trasporto. Storicamente, i cani polari erano temuti e cacciati dalla Tribù dell'Acqua, e Korra è l'unica persona ad averne mai fatto amicizia. Naga è molto protettivo nei confronti di Korra e usa le sue forze per aiutare Korra a uscire dai guai.[37] La storia di come Korra e Naga si sono incontrati è apparsa nel primo fumetto ufficiale della serie, pubblicato da Dark Horse Comics per il Free Free Book Day del 2016.[38]

### Nomadi dell'Aria
- Pema (stagioni 1-4), voce originale di Maria Bamford, italiana di Emilia Costa.
Moglie di Tenzin e madre di Jinora, Ikki, Meelo e l'ultimo arrivato Rohan. Non è una dominatrice. Voce della ragione all'interno della sua famiglia, più volte dà consigli al marito e a Korra. A volte svolge il ruolo di personaggio comico a causa delle difficoltà causate dalla vivacità dei suoi figli ad una non-dominatrice come lei.
- Ikki (stagioni 1-4), voce originale di Darcy Rose Byrnes, italiana di Gemma Donati.
Figlia secondogenita e dominatrice dell'aria, Ikki è molto vivace ed impicciona. È capace di parlare tantissimo, ma senza che le sfugga nulla, dimostrando in più occasioni la sua furbizia. Soffre della sindrome della figlia di mezzo[39] e non sempre va d'accordo con i fratelli,[40][41] ma si intende bene con gli animali.[N 3]
- Meelo (stagioni 1-4), voce originale di Logan Wells.
Figlio terzogenito e dominatore dell'aria; gli piace la compagnia dei lemuri volanti, ed ha un'ammirazione per Asami. Già da piccolo e con il pannolino è un potente dominatore dell'aria ed ha inventato una tecnica di combattimento di dominio che potenzia le sue flatulenze, per mezzo delle quali può lanciarsi in aria ed ammortizzare gli atterraggi. Nonostante sia un dominatore dell'aria, sogna un futuro da soldato.
- Rohan (stagioni 1-4): figlio quartogenito, da poco nato. Prima che nascesse, Katara ha predetto che sarebbe stato un dominatore dell'aria.
- Bumi (stagioni 1-4), voce originale di Dee Bradley Baker (st. 1) e Richard Riehle (st. 2-4), voce italiana di Luca Dal Fabbro.
Figlio primogenito dell'Avatar Aang e Katara, fratello di Tenzin e Kya; è (almeno all'inizio della serie) un non-dominatore. Ha servito per la marina delle Nazioni Unite per molti anni, per poi ritirarsi ed aiutare il fratello Tenzin e l'Avatar Korra. Essendo un ex militare Bumi è versato nel pugilato, nel lancio di pugnali, ed è un capo carismatico.[42] Dopo la Convergenza armonica, in lui (così come in moltissimi non-dominatori) si risveglia il dominio dell'aria, guadagnandosi un posto all'interno della nuova Nazione dell'Aria.
- Opal Beifong (stagioni 3-4), voce originale di Alyson Stoner, italiana di Joy Saltarelli.
Unica figlia femmina di Suyin, è una delle persone diventate dominatori dell'aria dopo la Convergenza armonica. Ragazza dolce, gentile, comprensiva, e paziente, cerca di far riavvicinare la madre e la zia però il successo non sarà immediato. Nella terza stagione si fidanza con Bolin e la loro relazione continua anche nella quarta stagione, nonostante alcuni momenti di crisi.
- Kai (stagioni 3-4), voce originale di Skyler Brigmann.
Giovane ladruncolo orfano del Regno della Terra[43] che si unisce al gruppo dopo essere diventato un dominatore dell'aria.[44] Sviluppa subito una fortissima amicizia con Jinora ma non riesce a conquistare subito la fiducia di Mako, che lo vede come una versione giovane di sé stesso. Già un validissimo dominatore fin dalla sua prima comparsa, grazie a lui Jinora ha il coraggio di parlare col padre riguardo alla questione dei tatuaggi da maestro.

### Clan del Metallo
- Aiwei (stagione 3), voce originale di Maurice LaMarche, italiana di Gianni Giuliano.
Era un dominatore della terra e consigliere fidato della matriarca di Zaofu, Suyin Beifong. È un veggente della verità e, similmente a Toph, sa riconoscere subito qualunque menzogna ascoltando i battiti del cuore e facendo caso a altri fattori fisiologici.[45] Successivamente si scoprirà essere una talpa per il Loto Rosso dopo aver fallito nel rapire l'Avatar Korra.[46] Dopo la sua fuga da Zaofu, Aiwei ha incontrato il leader del Loto Rosso Zaheer nel mondo degli spiriti, in cui verrà confinato nella "Nebbia delle anime perdute" dallo stesso dominatore dell'aria.[47]
- Baatar (stagione 3-4), voce originale di Jim Meskimen.
È un architetto e marito di Suyin Beifong, con la quale ha cinque figli. Ha contribuito a creare la città di metallo di Zaofu.
- Baatar Junior (stagione 3-4), voce originale di Todd Haberkorn.
Primogenito di Suyin e Baatar; è un ingegnere, è il futuro marito di Kuvira e suo secondo in comando. Una volta si occupava assieme al padre architetto della costruzione e del mantenimento di tutte le strutture di Zaofu e ora, dopo l'insurrezione del Loto Rosso, si è unito a Kuvira nel suo progetto di riunificazione lasciando Zaofu contro il desiderio della madre. Quando Korra lo cattura minacciando di non fargli rivedere più Kuvira, Baatar cerca di convincere la sua fidanzata a smettere di combattere ma quest'ultima senza che lo sapesse ordinò l'attacco al nascondiglio dove era stato portato incurante che così lo avrebbe ucciso. Quest'azione fa decidere a Baatar di aiutare l'Avatar a fermare Kuvira.
- Huan (stagione 3-4), voce originale di James Marsden.
È il secondo figlio maggiore di Suyin e Baatar. Come scultore, usa le sue abilità di dominatore del metallo per creare una varietà di statue astratte e sculture che espone nei giardini di Zaofu.
- Kuvira (stagione 3-4), voce originale di Zelda Williams, italiana di Emilia Costa.
Giovane danzatrice e soldatessa della città di Zaofu, dominatrice della terra e del metallo. Ha fatto parte della spedizione che Suyin mandò in supporto all'Avatar presso il Tempio dell'Aria del Nord. Ivi non partecipò alla lotta, in quanto il raggiungimento della sua posizione strategica la fece ritardare, ma riuscì comunque a salvare la vita di Tonraq afferrandolo con una fune metallica mentre stava precipitando, scagliato via da Zaheer. In seguito alla implosione del Regno della Terra riesce a farsi scegliere dalla comunità dei capi delle nazioni come riunificatrice del Regno; in tre anni il suo lavoro si conclude, ma si rifiuta di cedere il comando al giovane Wu, e annuncia lo scioglimento del regno in favore del "Impero della Terra" sotto il suo comando. Il suo tentativo di conquista del mondo viene fermato a Città della Repubblica per mano di Korra, e in seguito viene imprigionata.
- Suyin Beifong (stagione 3-4), voce originale di Anne Heche, italiana di Sabrina Duranti.
Figlia minore di Toph e sorellastra di Lin, è una dominatrice della terra e del metallo. La madre concedeva alle figlie molta libertà, tanto che Suyin diventò la tipica figlia ribelle, a tal punto da frequentare piccoli criminali.[40] Ciò inasprì i rapporti con la sorella maggiore, che al contrario seguì la madre nella carriera in polizia. Un giorno Lin al termine di un inseguimento scoprì che alla guida del veicolo a cui dava la caccia c'era la sorella e lo scontro/litigata che seguì portò allo sfregio che tuttora si trova sulla sua guancia. Per questo Toph fu costretta ad insabbiare il caso e a mandare la figlia minore via da Città della Repubblica. Da allora le due sorelle non si sono più parlate. Negli anni successivi Suyin ha viaggiato in lungo e in largo finché non ha trovato l'uomo che ora è suo marito: Baatar. Secondo quanto da lei dichiarato, lei e Toph si sono in seguito riconciliate, ma con Lin serviranno molti anni e una litigata/scontro di dominatori risolutivo prima di riuscire a fare altrettanto.
- Wei e Wing (stagione 3-4), voce originale di Marcus Toji, italiana di Simone Marzola (Wei) e Alessio De Filippis (Wing).
Sono i figli gemelli di Suyin e Baatar. I più piccoli dei loro fratelli, hanno inventato un gioco per dominatori del metallo chiamato "power disc". Sono descritti come gli "atleti" della famiglia Beifong.

### Loto Rosso
- Zaheer (stagioni 3-4), voce originale di Henry Rollins, italiana di Alberto Angrisano (st. 3) e Gerolamo Alchieri (st. 4).
Antagonista principale della terza stagione. Rivoluzionario a capo del Loto Rosso, una setta anarchica distaccatasi dal Loto Bianco che segue i precetti di un dominatore dell'aria vissuto 4000 anni fa: Guru Lahima, secondo il quale la forma più naturale di ordine è il caos. Dopo essersi distaccato dai beni materiali con la morte di P'Li, impara a volare.[48] Inizialmente un non-dominatore, 13 anni fa in accordo con Unalaq, assieme ai suoi tre compagni ha tentato di rapire la piccola Korra ma fu fermato da Sokka, Tenzin, Tonraq e Zuko. Prima di diventare un dominatore dell'aria, Zaheer era già un maestro di arti marziali che praticava uno stile free-parkour. Diventare un dominatore dell'aria non fece che accentuare le sue già formidabili capacità.[31] Nel perseguire i suoi obiettivi, Zaheer e tre dei suoi compagni furono catturati e imprigionati. Dopo essere diventato un dominatore dell'aria, sfuggì alla custodia dell'Ordine del Loto Bianco e successivamente liberò i suoi alleati dalla prigione. Ha gettato il Regno della Terra nel caos assassinando la Regina della Terra[49] e tentando di terminare il ciclo Avatar uccidendo Korra mentre era nello Stato dell'Avatar.[48] Dopo la sua sconfitta, Zaheer fu nuovamente imprigionato. Ritorna nella quarta stagione quando Korra lo affronta nella sua cella. Rendendosi conto che le sue azioni hanno involontariamente creato un tiranno, Zaheer aiuta Korra ad affrontare il trauma di quando lui l'aveva quasi uccisa e a riconnettersi così con Raava di fronte al loro nemico comune Kuvira.[24][50]
- Ghazan (stagione 3), voce originale di Peter Giles.
Membro del Loto Rosso; è un dominatore della terra e della lava, un'abilità di dominio così rara che prima di lui gli unici a mostrare di possederla erano solo alcuni Avatar. Muore quando, messo alle strette dagli sforzi simultanei di Bolin (da poco scopertosi anche lui dominatore della lava) e Mako, decide di ucciderli in un attacco suicida con cui fa crollare la caverna del Loto Rosso, senza però riuscire a portare con sè i suoi avversari.
- Ming-Hua (stagione 3), voce originale di Grey DeLisle.
Membro del Loto Rosso. È una dominatrice dell'acqua, ma è priva di braccia. L'acqua andrebbe dominata grazie ai movimenti fluidi del corpo e delle braccia, ma ciononostante è una dominatrice molto potente: infatti sostitisce gli arti superiori con dei tentacoli d'acqua che sa comandare egregiamente. Se a disposizione di abbastanza acqua, può combattere creando anche più tentacoli. Muore durante lo scontro che ha con Mako nella caverna del Loto Rosso: ritrovatasi alle strette quando Mako riesce, grazie al proprio fuoco, a distruggerle i tentacoli, lei scappa all'interno di una grotta, seguita a ruota dal ragazzo; nella grotta è presente abbastanza acqua con cui Ming-Hua crea addirittura nove tentacoli, con cui cerca di sopraffare il ragazzo, dimenticando però che lui è in grado di creare fulmini con cui folgora la donna, uccidendola.
- P'Li (stagione 3), voce originale di Kristy Wu, italiana di Emilia Costa.
Membro del Loto Rosso e compagna di Zaheer. Dominatrice del fuoco ed in particolar modo del dominio della combustione, una forma estrema e rara di dominio del fuoco, in cui esso viene canalizzato e concentrato mediante il chi con lo scopo di generare potenti deflagrazioni. Questi raggi esplosivi sono generati dal tatuaggio del terzo occhio che ha sulla fronte. A differenza dell'unico altro dominatore della combustione, che ha dato la caccia ad Aang settant'anni prima, P'Li riesce anche a far curvare i propri attacchi, rendendo il suo dominio molto più versatile e pericoloso. Muore durante lo scontro con Lin e Suyin Beifong quando, sfruttando un momento in cui P'Li era occupata ad attaccare Suyin, Lin la prende alle spalle usando la propria armatura di metallo per creare un contenitore che avvolge attorno alla testa dell'avversaria proprio mentre questa stava generando uno dei suoi attacchi che, esplodendo a distanza ravvicinata rispetto alla sua testa, la uccide.[48]

### Mondo degli spiriti
- Raava (stagioni 2, 4), voce originale di April Stewart, italiana di Emilia Costa.
Spirito della luce e della pace, avversario di Vaatu, contro il quale combatte per salvaguardare il mondo dalla distruzione. Raava si fonde con Wan per diventare lo Spirito Avatar durante la Convergenza Armonica. È uno dei più antichi spiriti conosciuti, esistendo oltre diecimila vite prima dell'apparizione dei primi umani. Dopo la sua scomparsa nel 171 AG, Raava perse la sua connessione con Wan e tutti gli Avatar dopo di lui, ma fu in grado di unirsi di nuovo con Korra, ricreando l'Avatar e iniziando di nuovo il ciclo Avatar.
- Iroh (stagioni 2-3), voce originale di Greg Baldwin, italiana Dante Biagioni (st. 2).
L’anziano zio di Zuko, leggendario generale della Nazione del Fuoco e membro di altro grado del Loto Bianco. In un certo momento non meglio specificato, Iroh ha capito che nulla gli restava da fare nel mondo materiale ed ha deciso di abbandonare il suo corpo trasferendosi nel mondo degli spiriti, dove ha perfino aperto un locale dove preparare il tè agli spiriti che passano a fargli compagnia.
- Spirito Aye-aye (stagione 2), voce originale di Jason Marsden, italiana di Oreste Baldini.
È un guardiano dell'Oasi dello spirito che incontrò l'Avatar Wan per la prima volta dopo che questo era stato esiliato nella foresta degli spiriti. Pur rifiutando di lasciarlo entrare, lo spirito ha sviluppato un legame con Wan, che ha soprannominato "Puzzone", permettendogli di vivere in mezzo a loro.
- Tartaruga-leone (stagione 2).
 Nella serie precedente era stata una Tartaruga-leone a offrire ricovero ad Aang ed a trasmettergli l'arcana arte del dominio dell'energia per poter privare i propri nemici del dominio, così da renderli inoffensivi senza ucciderli. In questa serie appaiono numerose Tartarughe-leone durante il flashback di Wan, dove si vedono a difesa degli umani: esse vivono in ambienti differenti ed elargiscono poteri differenti che corrispondono ai quattro domini. Sono molto simili fra loro, ma si distinguono per alcuni dettagli: il guscio (che ospita una città diversa per ogni cultura), gli arti ed il pelo. In particolare la Tartaruga-leone volante possiede sulle membra alcuni semplici linee che ricordano i tatuaggi dei Nomadi dell'Aria.
- Vaatu (stagione 2), voce originale di Jonathan Addams, italiana di Mario Bombardieri.
 Spirito dell'oscurità e del caos, avversario di Raava, contro la quale combatte per portare distruzione nel mondo. A seguito della sua sconfitta ad opera di Raava e di Wan, primo Avatar, venne rinchiuso in un albero. Dopo diecimila anni viene liberato da Unalaq, suo alleato, per sconfiggere l'Avatar. Verrà eliminato insieme ad Unalaq da Korra ma poiché Vaatu e Raava non possono esistere l'uno senza l'altra, ritornerà in vita rigenerandosi pian piano dentro Raava e poi distaccandosene.
- Wan Shi Tong (stagione 2), voce originale di Héctor Elizondo.
Antico e potente spirito custode della sua biblioteca, ha l'apparenza di un enorme uccello rapace notturno. A seguito dei fatti accaduti nella precedente serie, decide di ritirare la sua biblioteca dal mondo umano trasferendola nel mondo degli spiriti. Wan Shi Tong è uno spirito avido e arcigno, interessato solo ad incrementare la sua collezione di conoscenze, senza alcun scopo; a suo giudizio non si dovrebbe impiegare la conoscenza per i propri interessi, ma solo per la contemplazione culturale.
- Zhao (stagione 2), voce originale di Jason Isaacs.
Un tempo ammiraglio della Nazione del Fuoco, nella serie precedente era stato trascinato in acqua dallo spirito dell'oceano al termine dell'assedio alla Tribù dell'Acqua del Nord. In realtà si scopre nella seconda stagione de La leggenda di Korra che è stato portato nel mondo degli spiriti, ed in particolare tra le grinfie dello spirito noto come la "Nebbia delle anime perdute", nella quale vaga e delira ancora in cerca dell'Avatar e dello spirito della luna.

### Esplicative
1. ↑  Nell'episodio Lunga vita alla regina della terza stagione è chiamata Cabbage Corp.
2. ↑  Visibile per un momento nell'episodio E il vincitore è... della prima stagione.
3. ↑  Nell'episodio Il dominatore del sangue della prima stagione, Bolin le fa delle domande a raffica per canzonarla del suo modo didascalico di introdurli al tempio dell'aria, ma Ikki riesce a rispondergli meccanicamente senza battere ciglio.

### Bibliografiche
1. 1 2 3 4 5  (EN) The Legend of Korra Press Site - Character descriptions, in nickpress-thelegendofkorra.com, Viacom International Inc., marzo 2012. URL consultato il 30 aprile 2019 (archiviato dall'url originale l'11 aprile 2012).
2. ↑  (EN) Zach Blumenfeld, The 20 Best Characters From The Avatar Universe, su Paste, 21 giugno 2016.
3. 1 2 3  (EN) Michael Dante DiMartino, Bryan Konietzko e Joaquim Dos Santos, The Legend of Korra Book 1: Air – The Art of the Animated Series, Dark Horse Comics, 19 luglio 2013, ISBN 978-1-61655-168-1.
4. ↑  (EN) Mercedes Milligan, Korra: The Next Airbender!, su Animation Magazine, 2 aprile 2012.
5. ↑  (EN) Isaac Price, Avatar Vs. Korra, su Odyssey, 8 agosto 2016.
6. ↑  (EN) The Legend of Korra: Characters: Bolin, su nick.com (archiviato dall'url originale il 5 settembre 2013).
7. ↑  (EN) Bryan Konietzko, Legend of Korra Live Community Q&A: Michael Dante DiMartino and Bryan Konietzko, su avatar.wikia.com, 23 ottobre 2014.
8. ↑  (EN) Maricela Gonzalez, 'Legend of Korra' season 2 premiere: The creators answer our burning questions, in Entertainment Weekly, 13 settembre 2013.
9. ↑  (EN) Chris Sims, ‘The Legend Of Korra: Enhanced Experience’ Reveals New Characters From Book 2, in ComicsAlliance, 1º luglio 2013.
10. 1 2  (EN) The Legend of Korra: Characters: Varrick, in nick.com, Viacom International Inc., 2013 (archiviato dall'url originale il 2 settembre 2013).
11. ↑  (EN) Michael Dante DiMartino, Bryan Konietzko e Joaquim Dos Santos, The Legend of Korra Book 2: Spirits – The Art of the Animated Series, Dark Horse Comics, 16 settembre 2014, ISBN 978-1-61655-462-0.
12. ↑  (EN) Matt Patches, The Legend of Korra Recap: Detective Mako Is on the Case, in Vulture.com, 12 ottobre 2013.
13. ↑  (EN) Rebecca Pahle, The Legend of Korra Newbie Recap: Season Two Finale, in The Mary Sue, 29 ottobre 2015.
14. ↑  (EN) Rebecca Pahle, The Legend of Korra Newbie Recap: "The Metal Clan", in The Mary Sue, 10 dicembre 2015.
15. ↑  (EN) Oliver Sava, The Legend Of Korra: "Enemy At The Gates", in The A.V. Club, 31 ottobre 2014. URL consultato il 5 aprile 2019 (archiviato dall'url originale il 16 novembre 2018).
16. 1 2 3  (EN) Lauren Davis, Legend Of Korra's Finale Again Proves It's One Of The Best Shows On TV, in io9, 20 dicembre 2014.
17. ↑  (EN) Nancy Basile, Celebrating Legend of Korra's Best Moments Ever, in Comic Book Resources, 10 ottobre 2016.
18. ↑  (EN) Kaci Ferrell, The Legend Of Korra season 4 episode 11 review: Kuvira's Gambit, in Den of Geek, 14 dicembre 2014.
19. ↑  (EN) Natalie Fisher, Celebrity voices you might have missed in 'Avatar: The Last Airbender' and 'Legend of Korra', in Hypable, 7 agosto 2015. URL consultato il 4 aprile 2019 (archiviato dall'url originale il 20 gennaio 2024).
20. ↑  (EN) Bryan Konietzko, Tahno concept art, su bryankonietzko.tumblr.com, 7 maggio 2012.
21. ↑  (EN) The Legend of Korra: Characters: Pabu, in nick.com, Viacom International Inc., 2013 (archiviato dall'url originale il 5 settembre 2013).
22. ↑  (EN) Michal Schick, 'The Legend of Korra' webseries 'Republic City Hustle' concludes, in Hypable, 23 agosto 2013.
23. ↑  (EN) Mitchel Clow, SeptBender: The best 'The Legend of Korra' minor characters (GIFs), in Hypable, 22 settembre 2013. URL consultato il 3 novembre 2018 (archiviato dall'url originale il 10 agosto 2024).
24. 1 2 3 4  (EN) The Legend of Korra: Empathizing with Villains, in The Artifice, 2 novembre 2016.
25. ↑  (EN) Kaci Ferrell, The Legend of Korra episode 3 review: The Revelation, in Dan of Geek, 21 aprile 2012.
26. 1 2 3  (EN) Mordicai Knode, And Now, Avatar Korra: The Legend of Korra: "The Endgame", in Tor.com, 28 giugno 2012.
27. ↑  (EN) Max Nicholson, The Legend of Korra: "Skeletons in the Closet" Review, in IGN, 23 giugno 2012.
28. ↑  (EN) Max Nicholson, The Legend of Korra: "The Voice in the Night" Review, in IGN, 28 aprile 2012.
29. ↑  (EN) Kaci Ferrell, The Legend of Korra episode 4 review: The Voice in the Night, in Den of Geek, 28 aprile 2012.
30. ↑  (EN) Joshua Rivera, 'The Legend of Korra' series finale recap: Ending on its own terms, in Entertainment Weekly, 20 dicembre 2014.
31. 1 2  (EN) Michael Dante DiMartino, Bryan Konietzko e Joaquim Dos Santos, The Legend of Korra Book 3: Change – The Art of the Animated Series, Dark Horse Comics, 20 gennaio 2015, ISBN 978-1-61655-565-8.
32. ↑  (EN) Michael S. Mammano, The Legend of Korra Book Two Finale Review: Darkness Falls/Light in The Dark, in Den of Geek, 22 novembre 2013.
33. ↑  (EN) The Legend of Korra: Characters: Unalaq, in nick.com, Viacom International Inc., 2013 (archiviato dall'url originale il 5 settembre 2013).
34. ↑  (EN) Eddie D, Avatar: The Legend of Korra Season 2 Premiere: Rebel Spirit – Recap and Highlights, in The Geekiary, 13 settembre 2013.
35. ↑  (EN) Characters: Eska & Desna, in nick.com, Viacom International Inc., 2013. URL consultato il 4 aprile 2019 (archiviato dall'url originale il 14 ottobre 2013).
36. ↑  (EN) Kitin Miranda, The Legend of Korra Recap: The Coronation, in movienewsguide.com, 22 ottobre 2014. URL consultato il 4 aprile 2019 (archiviato dall'url originale il 31 gennaio 2018).
37. ↑  (EN) The Legend of Korra: Characters: Naga, in nick.com, Viacom International Inc., 2013 (archiviato dall'url originale il 5 settembre 2013).
38. ↑  (EN) Matthew Funk, The Top 10 Free Comic Book Day 2016 comic you need to read [collegamento interrotto], in Syfy.com, 6 maggio 2016.
39. ↑  (EN) Lauren Davis, Aang's Grandkids Get Their Own Adventure On Legend Of Korra, in io9, 25 ottobre 2014.
40. 1 2  (EN) Jordan Minor, The Best Side Characters from the World of Avatar, in Geek.com, 20 novembre 2016. URL consultato l'8 dicembre 2018 (archiviato dall'url originale il 30 ottobre 2018).
41. ↑  (EN) Rebecca Pahle, The Legend of Korra: "The Calling", in The Mary Sue, 10 marzo 2016.
42. ↑  (EN) The Legend of Korra: Characters: Bumi, in nick.com, Viacom International Inc., 2013 (archiviato dall'url originale il 5 settembre 2013).
43. ↑  (EN) Neo Yi, The Legend of Korra – "A Breath of Fresh Air/Rebirth" – Episode 27 / 28 Recap [collegamento interrotto], su ToonZone News, 30 giugno 2014.
44. ↑  (EN) Max Nicholson, The Legend of Korra: "Rebirth of a Nation" Review, in IGN, 27 giugno 2014.
45. ↑  (EN) Matt Patches, 'The Legend of Korra' Book 3 Review: "The Metal Clan", in ScreenCrush, 11 luglio 2014.
46. ↑  (EN) Michael S. Mammano, The Legend of Korra: The Terror Within review, in Den of Geek, 25 luglio 2014.
47. ↑  (EN) Katrina Schroeder, Avatar: The Legend of Korra – The Stakeout, in TV Eskimo, 14 agosto 2014. URL consultato il 3 novembre 2018 (archiviato dall'url originale il 4 novembre 2018).
48. 1 2 3  (EN) Oliver Sava, The Legend Of Korra: "Into The Void"/"Venom Of The Red Lotus", in The A.V. Club, 22 agosto 2014. URL consultato il 21 dicembre 2018 (archiviato dall'url originale il 6 ottobre 2014).
49. ↑  (EN) Oliver Sava, The Legend Of Korra: "Long Live The Queen", in The A.V. Club, 8 agosto 2014. URL consultato il 4 aprile 2019 (archiviato dall'url originale il 4 aprile 2019).
50. ↑  (EN) Max Nicholson, The Legend of Korra: "Beyond the Wilds" Review, in IGN, 28 novembre 2014.